# キングウィリアム島

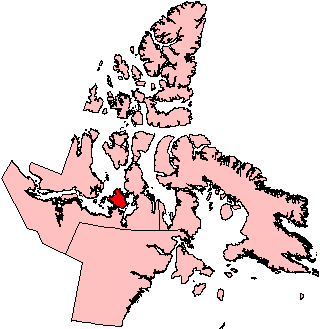
キングウィリアム島の位置

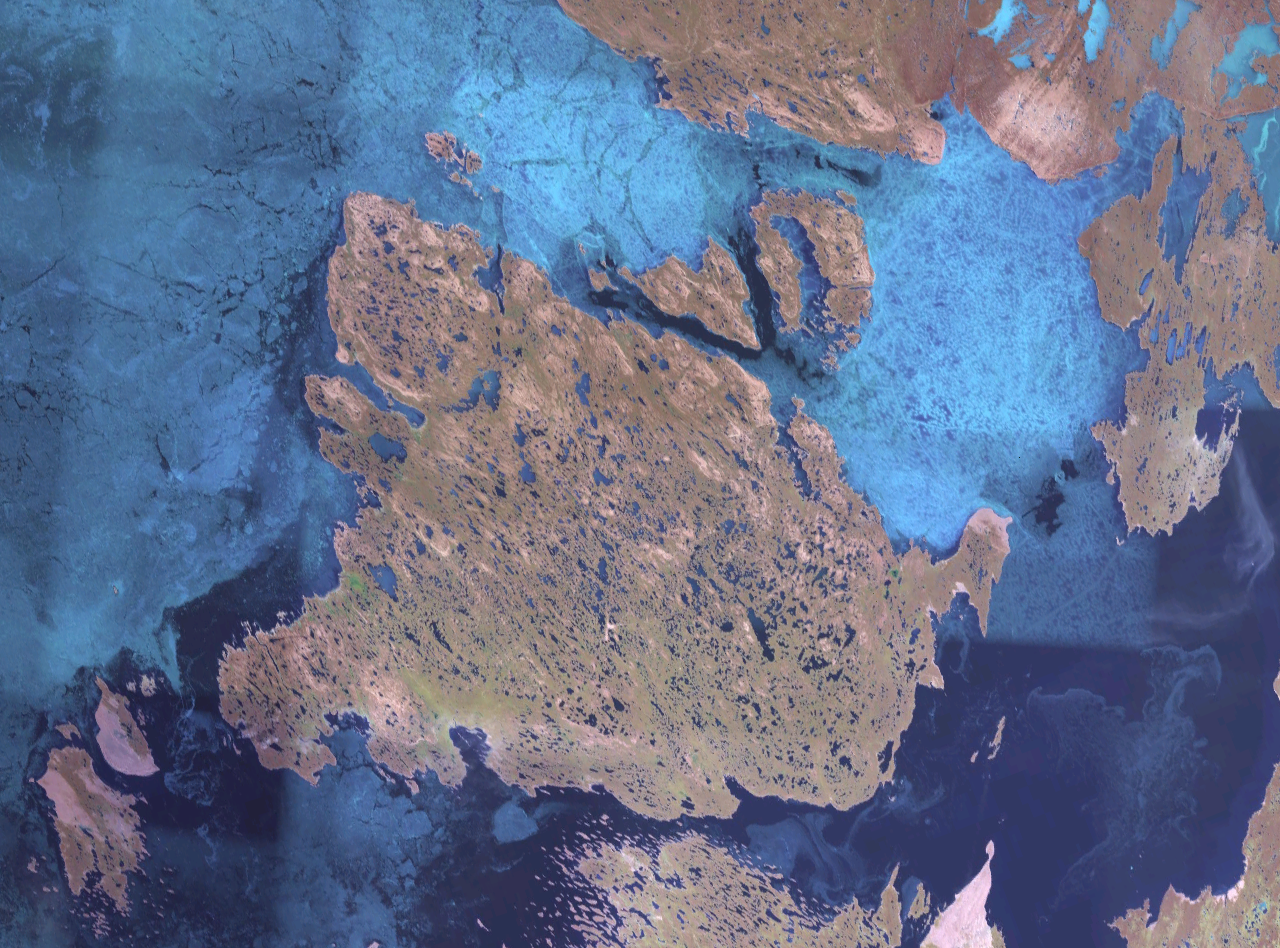
キングウィリアム島の衛星写真

キングウィリアム島（King William Island）は、カナダのヌナブト準州内、キティクメオト地域に属する島。面積は13,111km2。人口は1,349人（2021年）。
東にはジェイムズロス海峡とレイ海峡を挟んでブーシア半島があり、西にはヴィクトリア海峡の向こうにヴィクトリア島がある。南には幅3km程度のシンプソン海峡を挟んでアデレード半島がある。南西にはクイーン・モード湾がある。
1830年、スコットランド人の北極探検家、ジョン・ロスは当時のイギリス国王ウィリアム4世の名前をこの島に付けた。
1847年6月にイギリスの北極探検家ジョン・フランクリンがキングウィリアム島の付近で死亡した。彼が率いた探検隊（フランクリン遠征隊）は1845年5月に北西航路探検航海に2隻のイギリス海軍の艦船で出発し、同年7月にバフィン湾で目撃されたのを最後に行方不明になっていた。1859年になって捜索隊がキングウィリアム島でフランクリン隊が残した文書を発見し、フランクリン隊の船がキングウィリアム島で二冬の間氷に閉じ込められフランクリンらが死亡したこと、残りの隊員は船を捨てたがキングウィリアム島からカナダ本土への行軍中に全滅したことが確認された。一行が用いた2隻の船は、2014年および2016年に島の沖合の海底から発見されている。このようなことがあったことからキングウィリアム島は呪いの島と呼ばれるようになった。
1903年にノルウェーの極地探検家ロアール・アムンセン（後に初めて南極点に到達）は、ヨア号（Gjoa）で北西航路探検航海を行っていたが海氷で先に進めなくなり、島の南東海岸に22ヶ月の間滞在してイヌイットの極北での生きる術を学んだ。この場所には現在は島唯一の集落であるGjoa Haven（グジョア・ヘイヴン）がある。